# Bajków Groń
Bajków Groń (716 m) lub Groń – szczyt w Pieninach Właściwych, w grani Pieninek, na terenie Pienińskiego Parku Narodowego. Obecna nazwa powstała z połączenia nazw dwóch niewielkich szczytów w bezpośrednim sąsiedztwie: Bojków (pierwotnie Bańków, ok. 685 m) i Groń (716 m).
Jest niewybitnym wzniesieniem znajdującym się w zachodniej części Pieninek, na północny zachód od Białych Skał. Od zachodu sąsiaduje z Wysokim Działem. Północne stoki opadają w stronę doliny potoku Łannego, natomiast południowe – bardziej strome – do górnej części doliny Pienińskiego Potoku płynącego ok. 100 metrów niżej. Szczyt i większość zboczy porasta las, toteż nie ma tu punktów widokowych, jednak na sąsiednich przełęczach występują polany, takie jak Istebki oraz Wymiarki, dawniej odkrytych terenów było tutaj więcej. O okolicy, w której obecnie krzyżują się szlaki turystyczne, Tadeusz Milicki w 1939 roku pisał: „Otwierają się przed nami czarodziejskie polany pełne różnobarwnego kwiecia. (...) porozrzucane są po nich kępy jasnych buków, ciemnych smreków, niebieskich jodeł i srebrnych brzóz.” Na północnych zboczach znajdują się skałki, na południowych natomiast jaskinia Schronisko w Bajków Groniu. W okolicy ciekawa fauna motyli, w latach 1906–1909 badał je tutaj Ludwik Sitowski.
W rejonie Bajkowego Gronia przebiegają dwa piesze szlaki turystyczne. Omijają one jednak szczyt, który jest niedostępny dla turystów. Od zachodu górę trawersuje szlak żółty z Krościenka na przełęcz Szopkę (779 m) biegnący tutaj wraz ze szlakiem niebieskim Trzy Korony – Czerteż – Sokolica – Szczawnica, który na północny zachód od wierzchołka, na wysokości 689 m, odchodzi na wschód, trawersując zbocze północne i biegnie dalej jako Sokola Perć.
Bajków Groń znajduje się w granicach Krościenka nad Dunajcem, w województwie małopolskim, w powiecie nowotarskim.

## Szlaki turystyki pieszej
Czasy przejścia liczone są do skrzyżowania szlaków (689 m).
 Krościenko – przełęcz Szopka – Sromowce Niżne
- z Krościenka 1:10 h (↓ 0:55)
- z Szopki 0:25 h (↑ 0.30 h)

 Trzy Korony – Zamkowa Góra – Bajków Groń – Czerteż – Sokolica – Szczawnica (Sokola Perć)
- z Trzech Koron 1 h (↑ 1:15 h)
- z Czerteża 0.45 h (↑ 0:50 h), z Sokolicy 1:35 h (tyle samo w obie strony), ze Szczawnicy 2.50h (↓2:35 h)

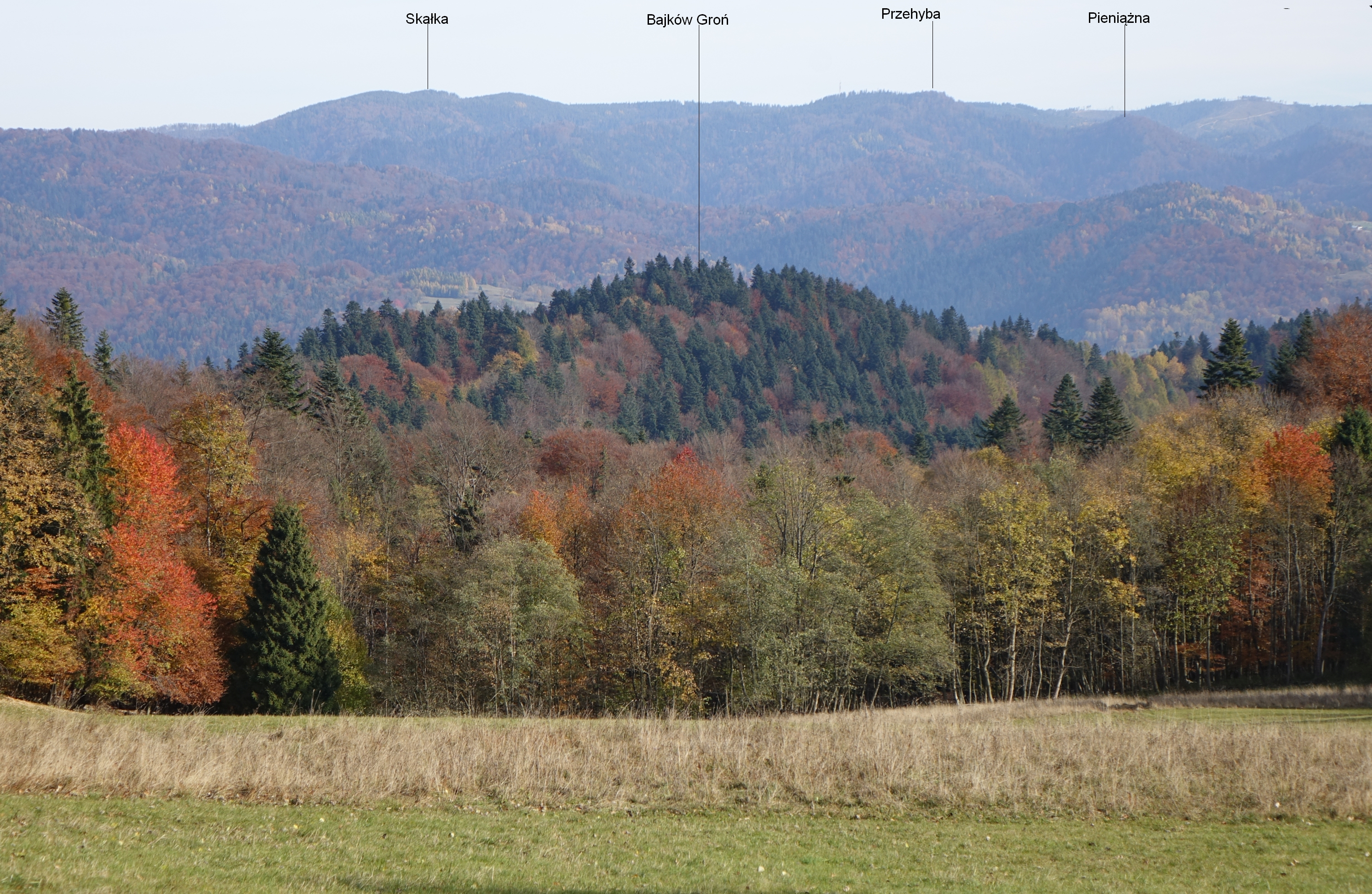
Widok z polany Wydziorki
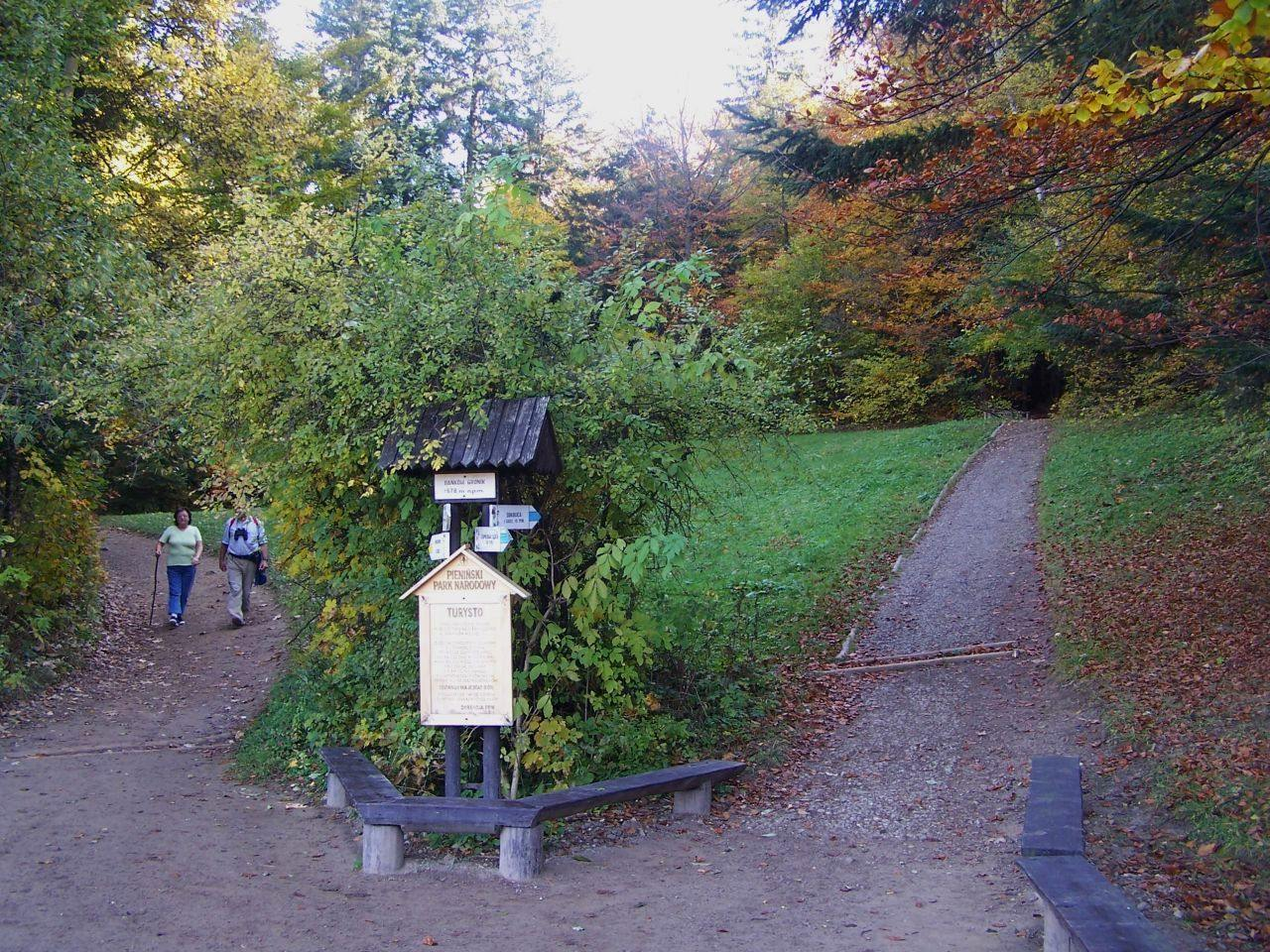
Skrzyżowanie szlaków turystycznych na Bajkowym Groniu